# Empresa ferroviaria

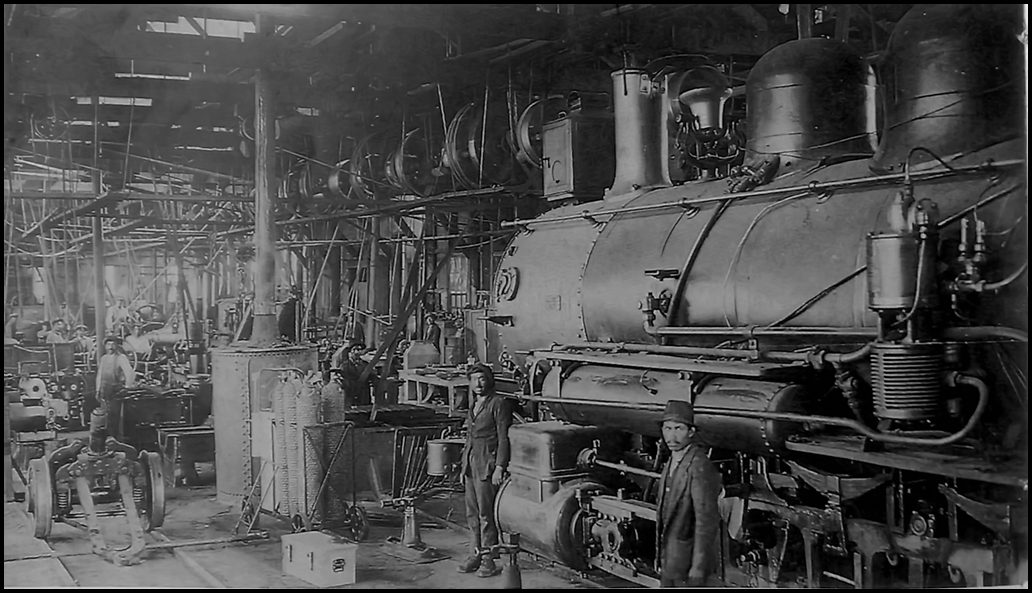
Foto de empresa ferroviaria

Una empresa ferroviaria es una empresa que se dedica a la industria ferroviaria, que incluye varios grupos de actividad:
- Infraestructuras
- Material rodante
- Señalización y control de tráfico
- Ticketing
- Ingenierías y consultorías

Dentro del sector, hay empresas fabricantes y empresas operadoras. Las operadoras pueden ser de la infraestructura (generalmente denominadas administradoras de infraestructuras ferroviarias); de transporte de pasajeros y mercancías; o de ambas cosas a la vez. 

## Estructura
Muchos países cuentan con una compañía nacional de ferrocarriles que posee todas las pistas y opera todos los trenes en el país, como por ejemplo, los Ferrocarriles Rusos. Otros países tienen muchas empresas que operan cada uno sus líneas propias, especialmente en los Estados Unidos y Canadá.
En Europa, la Comisión Europea exige una separación entre la gestión de la infraestructura y la explotación de los servicios ferroviarios. En cada país existen empresas diferentes para administración de la infraestructura (administradoras de infraestructuras ferroviarias) y para la prestación de los servicios ferroviarios.
- Datos: Q249556
- Multimedia: Rail transport companies / Q249556